# Małgorzata Chojnacka
Małgorzata Chojnacka, född den 17 februari 1983, är en polsk kanotist.
Hon tog bland annat VM-guld i K-2 1000 meter i samband med sprintvärldsmästerskapen i kanotsport 2009 i Dartmouth Kanada.